# Гарифуна

Флаг гаринагу

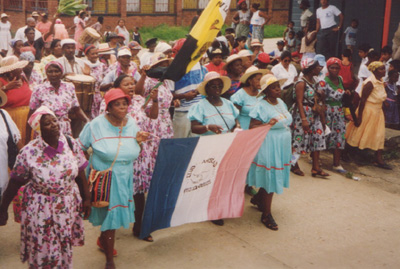
Парад гаринагу в Ливингстоне (Гватемала)

Гари́фуна (гарифона, гарифу, гарибы, гаринагу, карибу, чёрные карибы, самоназвание гаринагу является формой множественного числа от гарифуна) — народ на Карибском побережье Центральной Америки и на островах Карибского моря.
60 % гарифуна — католики, есть протестанты (англикане и методисты), приверженцы синкретических верований.

## Язык
Говорят на языке гарифуна та-майпурской группы приморской ветви аравакских языков, письменность на основе латинского алфавита. Распространены также испанский язык, в Белизе и Никарагуа — англо-креольские языки.

## История
Гарифуна — потомки карибов (калипуна), живших на острове Сент-Винсент (как и на других Малых Антильских островах) и смешавшихся с коренными жителями-араваками (усвоив их язык), и негров, попавших на остров в 1635 году с потерпевших крушение испанских невольничьих кораблей. Позднее на остров переселялись группы вест-индских негров с Барбадоса, Сент-Люсии и др.
На культуру гарифуна влияли также французские поселенцы Сент-Винсента. Вождь гарифуна Чатуайе в союзе с французами воевал с английскими колонизаторами (т. н. Вторая карибская война), в 1797 году часть уцелевших от истребления гарифуна вывезены англичанами на остров Роатан у побережья современного Гондураса, откуда вскоре расселились по побережью Центральной Америки; основали поселения на территории современных городов Ливингстон, Пунта-Горда, Дангрига. Другая часть — так называемые «желтые карибы», которые были больше похожи на индейцев, были оставлены англичанами на острове Сент-Винсент и дожили до наших дней.
Основное традиционное занятие — морское рыболовство; выращивают маниок, кукурузу, рис, бананы, развито отходничество, многие живут в городах. Основная пища — маниоковые лепёшки, рис, рыба. Традиционная семья — большая материнская. Африканские и индейские традиции сохраняются в религии (ритуалы в честь предков под руководством шамана-буйаэ и др.), музыке (танцевальный жанр пунта, театрализованный танец чарикави, мужские и женские песни и др.); основные музыкальные инструменты — ансамбль из трёх барабанов и гитары. В Гватемале, Белизе, Сент-Винсенте и Гренадинах борются за свои права и сохранение традиционной культуры.

## Население
Численность в Гондурасе (125 тыс. чел. — 2006, оценка), Гватемале (25 тыс. чел.), Белизе (в р-не г. Пунта-Горда и Дангрига — 16 тыс. чел.), Никарагуа (2,5 тыс. чел.), Гваделупе (3,3 тыс. чел.), Сент-Винсенте и Гренадинах (2,4 тыс. чел.); небольшие группы живут в США (гг. Лос-Анджелес, Новый Орлеан, Нью-Йорк).